# Кумановско-Осоговска епархия
Кумановско-Осоговската епархия (на македонска литературна норма: Кумановско-осоговска епархија) е епархиите на Македонската православна църква, разположена на територията на Северна Македония. Обхваща североизточната част от страната. Епархията е създадена през юни 2013 година след разделянето на Положко-Кумановската епархия. 
На 20 юни 2023 година територията на община Белимбегово (Илинден) временно е откъсната от епархията и е оформена като Делядровско-Илинденска епархия.

## Архиереи
| Име                           | Години                        |
| ----------------------------- | ----------------------------- |
| Йосиф Кумановско-Осоговски    | 10 ноември 2013 – 22 май 2020 |
| Григорий Кумановско-Осоговски | 26 юли 2020 –                 |

## Архиерейски наместничества
Епархията има три архиерейски наместничества:
- Куманово: 60 църкви, 8 манастира, 12 параклиса и 120 кръста.
- Кратово: 12 църкви, 3 манастира, 9 параклиса и 19 кръста.
- Крива паланка: 13 църкви, един манастир, 7 параклиса и 50 кръста.

## Храмове и манастири
Известни манастири и църкви на територията ѝ са:
- Карпински манастир, село Орах;
- Осоговски манастир, Крива паланка;
- Манастирска църква „Свети Георги“, село Старо Нагоричане, Кумановско;
- Манастирска църква „Свети Никола“, село Псача, Крива паланка;
- Манастирска църква „Успение на Пресвета Богородица“, Матейче